# Marc Rissmann

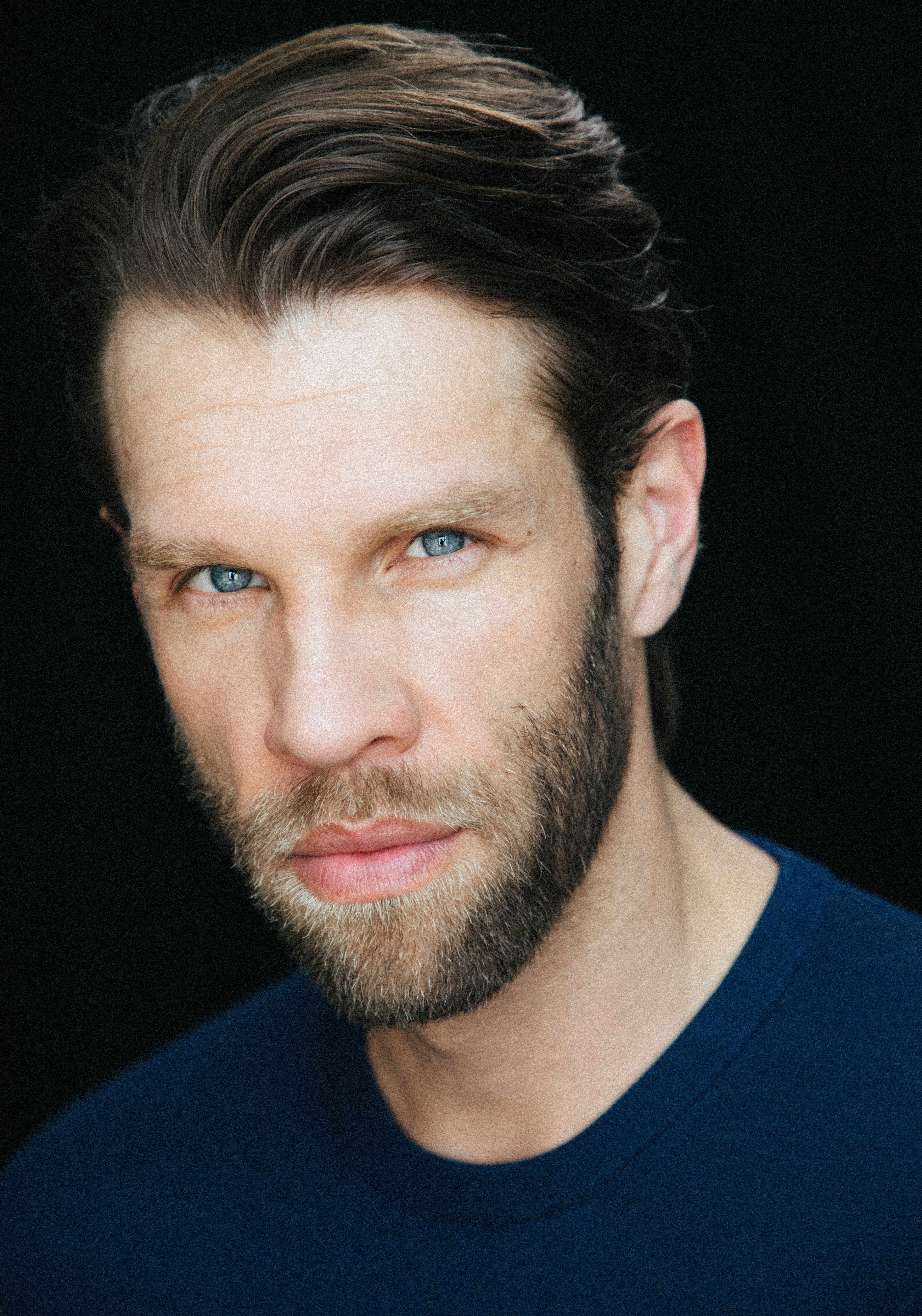
Marc Rissmann 2019

Marc Rissmann, auch Marc Rißmann, (* 1980 in Berlin) ist ein deutscher Schauspieler.

## Leben
Marc Rissmann studierte zunächst Sportwissenschaften. Er absolvierte von Oktober 2005 bis Oktober 2009 eine Schauspielausbildung an der Hochschule für Schauspielkunst „Ernst Busch“ Berlin, die er mit dem Schauspieldiplom abschloss. Bereits während seiner Ausbildung spielte er am Deutschen Theater Berlin den Deputierten Philippeau in Dantons Tod.
2009 hatte er ein Gastengagement am Staatsschauspiel Dresden; dort spielte er, unter der Regie von Kay Voges, den Lysander in Shakespeares Komödie Ein Sommernachtstraum. Von 2009 bis 2011 war er als festes Ensemblemitglied am Theater Magdeburg engagiert. Dort spielte er u. a. den Schüler Hänschen Rilow in Frühlings Erwachen (2009; Regie: Christine Hofer), Richard Hannay in einer Bühnenfassung von Alfred Hitchcocks Film Die 39 Stufen (2009; Regie: Johanna Schall), Martin in Fool for Love (2009; Regie: Axel Strothmann), Laertes in Hamlet (2009; Regie: Jan Jochymski), Polizist in Der Besuch der alten Dame (2010; Regie: Susanne Truckenbrodt) und der Ehegatte in Der Reigen (2011; Regie: Claudia Bauer).
Seit 2011 ist er als freiberuflicher Schauspieler tätig. Er spielte seither in mehreren Film- und Fernsehrollen. In dem Fernsehfilm Tod einer Polizistin (2012), hatte er unter der Regie von Matti Geschonneck eine kleine Nebenrolle als Oli. In dem Fernsehfilm Marie Brand und das Lied von Tod und Liebe spielte er die Nebenrolle des Michael „Teddy“ Fleck, an der Seite von Mariele Millowitsch und Hinnerk Schönemann. In Teil 3 des Crossoverfilms SOKO – Der Prozess, dem Fall der SOKO Wismar, verkörperte er den Rocker Pit Nielandt, den Chef einer Tabledance-Bar am Hafen von Wismar.
Rissmann hatte auch Episodenrollen u. a. in den Serien Die Draufgänger (2011), Der letzte Bulle (2013; als Lars Berger, Absolvent der Polizeiakademie Essen), Letzte Spur Berlin (2013), Christine. Perfekt war gestern! (2013), SOKO Stuttgart (2014; als Stuttgarter Eishockey-Profi Andi Springer), Binny und der Geist (2014) und Alarm für Cobra 11 – Die Autobahnpolizei (2015).
Im Februar 2015 war er in der ZDF-Krimireihe Friesland in dem Krimi Familiengeheimnisse zu sehen. Er spielte den zwielichtigen Club- und Diskothekenbesitzer Torsten, der ins Fahndungsnetz der Ermittler gerät. Im Oktober 2016 war er in einer Episodennebenrolle in der ZDF-Krimiserie Heldt als Raimund Künast zu sehen; er spielte den tatverdächtigen Fahrer einer Firma für Geld- und Sicherheitstransporte. Im Kölner Tatort: Tanzmariechen (Erstausstrahlung: Februar 2017) spielte er Davis Mühlberger, den Freund und Lebensgefährten des Kommissars-Assistenten Tobias Reisser (Patrick Abozen). In der 8. Staffel der ZDF-Serie SOKO Stuttgart (2017) war er in einer Episodenhauptrolle zu sehen; er spielte den Künstler Mark Schildt, einen der tatverdächtigen polyamoren Nachbarn.
In der britischen Fernsehserie The Last Kingdom spielte er in vier Folgen, die im März und April 2017 erstausgestrahlt wurden, den Krieger Tekil. Im Tatort: Alles was Sie sagen (Erstausstrahlung: April 2018) spielte er die Rolle von Olaf Spieß, ein Lüneburger Polizeihauptmeister und SEK-Einsatzleiter, der mit der Ermittlerin Julia Grosz (Franziska Weisz) früher eine Affäre hatte. In der 8. und letzten Staffel der US-Serie Game of Thrones (2019) verkörperte Rissmann in zwei Folgen den Söldner Harry Strickland, den Anführer der Goldenen Kompanie. In der letzten Staffel der Amazon-Serie The Man in the High Castle (2019) spielte er die Rolle des SS-Obergruppenführers Wilhelm Görtzmann. In dem ZDF-Fernsehfilm Breisgau – Bullenstall, dem Auftaktfilm der ab Oktober 2021 neu platzierten Krimireihe Breisgau, spielte Rissmann den tatverdächtigen Kurierfahrer und werdenden Vater Olaf „Opi“ Pieper.
Im Jahr 2018 war Rissmann neben der Regisseurin Almut Getto und der Dokumentarfilmerin Sung-Hyung Cho Mitglied der Wettbewerbsjury beim Bundesfestival junger Film.
Rissmann lebt in Berlin.

## Filmografie (Auswahl)
- 2011: Nazi Goreng (Kurzfilm)
- 2011: Die Draufgänger (Fernsehserie, Folge: Carnapping)
- 2012: Tod einer Polizistin (Fernsehfilm)
- 2012: Marie Brand und das Lied von Tod und Liebe (Fernsehfilm)
- 2013: Der letzte Bulle (Fernsehserie, Folge: Wer zu hoch fliegt)
- 2013: Christine. Perfekt war gestern! (Fernsehserie, Folge: Magic Moments)
- 2013: SOKO – Der Prozess (Crossoverfilm)
- 2013, 2021: Letzte Spur Berlin (Fernsehserie, 2 Folgen)
- 2014: Reiff für die Insel – Katharina und der Schäfer (Fernsehreihe)
- 2014: SOKO Stuttgart (Fernsehserie, Folge: Die Tote auf dem Eis)
- 2014: Binny und der Geist (Fernsehserie, Folge: Auf's Pferd gekommen)
- 2015: Alarm für Cobra 11 – Die Autobahnpolizei (Fernsehserie, Folge: Das letzte Rennen)
- 2015: Friesland – Familiengeheimnisse (Fernsehreihe)
- 2016: Heldt (Fernsehserie, Folge: Jagd auf Roter Pullover)
- 2016: Aus der Haut
- 2017: Tatort: Tanzmariechen (Fernsehreihe)
- 2017: SOKO Stuttgart (Fernsehserie, Folge: Viel Liebe)
- 2017: Into the Badlands (Fernsehserie, Folge: Chapter XI: Monkey Leaps Through Mist)
- 2017: The Last Kingdom (Fernsehserie, 4 Folgen)
- 2017: Riviera (Fernsehserie, 2 Folgen)
- 2018: Tatort: Alles was Sie sagen (Fernsehreihe)
- 2018: Operation: Overlord
- 2018: Notruf Hafenkante (Fernsehserie, Folge: Stegners letzter Coup)
- 2019: Schwartz & Schwartz: Gegen die Angst (Fernsehreihe)
- 2019: Game of Thrones (Fernsehserie, 2 Folgen)
- 2019: Spion aus Berufung (Liberté: A Call to Spy)
- 2019: The Man in the High Castle (Fernsehserie, 3 Folgen)
- 2019: Gegen die Angst (Fernsehfilm)
- 2021: Tribes of Europa (Fernsehserie, 2 Folgen)
- 2021: Breisgau – Bullenstall (Fernsehreihe)
- 2021: Endlich Witwer – Forever Young (Fernsehfilm)
- 2021–2022: 1883 (Fernsehserie)
- 2023: Spy/Master (Fernsehserie, 2 Folgen)
- 2025: The Amateur
- 2025: Andor (Fernsehserie, 2 Folgen)